# Georg Ebertshäuser
Georg Ebertshäuser (* 1968 oder 1969) ist ein deutscher Sinologe.

## Lebenslauf
Ebertshäuser studierte an der Universität Trier die Fächer Gegenwartsbezogene Sinologie, Klassische Chinesische Philologie und Politikwissenschaft (mit einem Schwerpunkt auf chinesischer Regierungslehre). Im Herbst 1989 ging Georg Ebertshäuser als Stipendiat des DAAD zu einem Auslandsjahr an die Universität Nanjing. Im Jahr 2001 promovierte Georg Ebertshäuser  mit einer Arbeit über das politische Denken Gu Yanwus (1613–1682) und dessen Einfluss auf die Entstehung des modernen China. Während dieser Jahre übernahm er erste Lehraufträge für chinesische Literatur, Geschichte und Sprache. 
Seit 2001 arbeitete Georg Ebertshäuser im Fach Sinologie an der Universität Frankfurt am Main zunächst als wissenschaftlicher Assistent, ab 2007 als Vertretungsprofessor. 
2005 rief Georg Ebertshäuser den in den 1920er Jahren zum ersten Mal begründeten Verein des China-Instituts Frankfurt wieder ins Leben, dessen Aufgabe es ist, wissenschaftliche Erkenntnisse über China einer breiteren interessierten Öffentlichkeit zugänglich zu machen. Ebertshäuser leitete das Frankfurter China-Institut bis 2007.
Seit seinem Weggang von der Universität Frankfurt leitet Ebertshäuser in Frankfurt ein Beratungsunternehmen zum Thema China.
Ebertshäuser ist mit einer Chinesin verheiratet und hat eine Tochter.

## Schriften
- Perspektiven nationaler und staatlicher Neugestaltung Chinas: Gu Yanwu und Sun Yat-sen. Münster: Lit, 2001. ISBN 978-3825856410
- mit Dorothea Wippermann (Hrsg.), Wege und Kreuzungen der China-Kunde an der J. W. Goethe Universität Frankfurt am Main. Berlin: Iko-Verlag, 2007. ISBN 978-3889398185